# تمارین تنسوکارن
 تمارین تنسوکارن (تایلندی: แทมมารีน ธนสุกาญจน์؛ زاده ۲۴ مهٔ ۱۹۷۷) یک تنیس‌باز اهل تایلند است.